# NGC 4982
NGC 4982 is een groep van vier sterren in het sterrenbeeld Maagd. Het hemelobject werd in 1878 ontdekt door de Duitse astronoom Ernst Wilhelm Leberecht Tempel.